# Albert Kindler

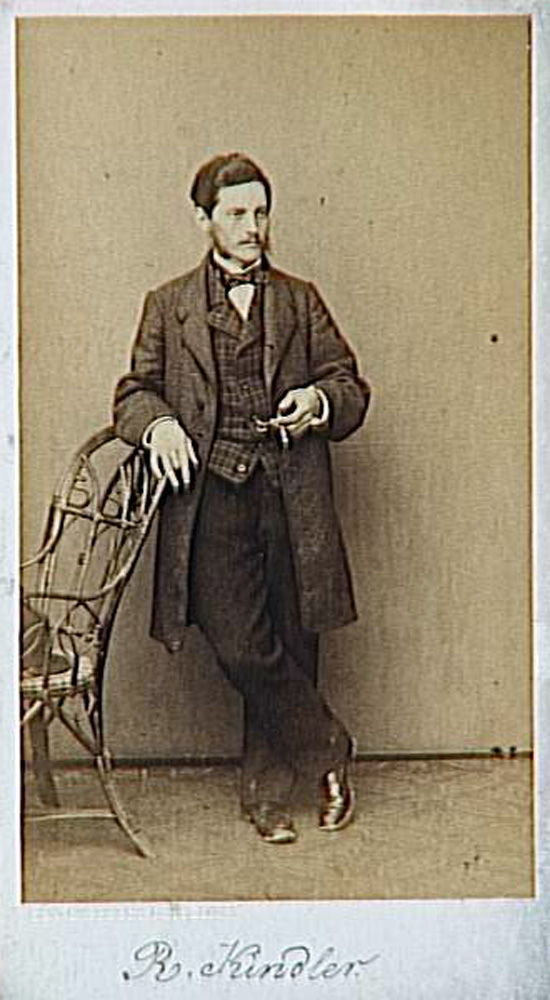
Albert Kindler, Foto Arnold Overbeck, Gebr. G. & A. Overbeck in Düsseldorf

Albert Kindler (* 1833 in Allensbach; † 4. April 1876 in Meran) war ein spätromantischer deutscher Genremaler der Düsseldorfer Schule.

## Leben
Kindler begann seine künstlerische Ausbildung an der Akademie der Bildenden Künste in München. Er übersiedelte aber schon 1856 nach Düsseldorf, wo er an der zu jener Zeit von Friedrich Wilhelm von Schadow (1789–1862) geleiteten Königlich-Preußischen Kunstakademie in der Klasse von Carl Ferdinand Sohn das Studium fortsetzte.
Seine berufliche Laufbahn begann er im Privatatelier Rudolf Jordans, der ein Schüler Sohns war. Kindler zählt, wie auch Sohn und Jordan, zur Düsseldorfer Malerschule, deren Werke das mit der Industrialisierung wohlhabend gewordenen Bürgertum zur Ausgestaltung seiner Räumlichkeiten verwendete. Der neue Reichtum verhalf auch dazu, mit der Wohnkultur der Herrensitze und Schlösser des Adels zu konkurrieren.
Kindler erarbeitete sich, der kleineren Räume bürgerlicher Wohnungen Rechnung tragend, bei Jordan seinen frühen guten Ruf mit kleinformatigen, aber immer dramatisch und handwerklich sorgfältig gestalteten Bildern. Sie sind – von einem Zwischenspiel nach einer Spanienreise abgesehen – immer heimatorientiert auf das Leben im Dorf oder der noch mittelalterlich scheinenden Kleinstadt eingestimmt. Der badische Schwarzwald, Oberbayern und die Tiroler Alpen lieferten ihm die Hintergründe für das von ihm in Szene gesetzte Volksleben. Sein Werk, etwa das Gemälde Der kleine Wilddieb, vermittelt zuweilen einen harmlosen Humor.
Auch idyllische Szenen zwischen den Geschlechtern aus einer nie wirklich gewesenen Welt tauchen immer wieder auf. Kindler war, da er mit diesen Attributen dem Geschmack eines breiten Publikums sehr weit entgegenkam, ein bereits zu Lebzeiten erfolgreicher Genremaler. Den Durchbruch erreichte er mit einem 1859 entstandenen Bild, das zuerst Hochzeitszug auf dem Rhein, später Nach der Trauung genannt wurde. Friedrich Oldermann schuf einen nach einer zweiten Fassung des Gemäldes ausgeführten Stahlstich. L. Angerer sorgte für den Druck und dafür, dass eine Vorstellung von Kindlers Kunst auch in die Wohnstuben der Kleinbürger kam. Der Erfolg des Hochzeitsbildes verhalf Kindler zu weiteren Markterfolgen, das Motiv wiederholte er in mehreren Fassungen.
Sein Erfolg zog Nachahmer und Plagiatoren an. Franz Richard Unterberger entlehnte Kindlers Hochzeitsbild fast das gesamte Personal und die Architektur für seine Hochzeit im Hafen (1865). Deutlich ist dabei allerdings, dass Kindlers künstlerische Raum- und Farbgestaltung von Unterberger bei weitem nicht erreicht wird. Aus einer in sich schlüssigen dichten und spannenden Inszenierung von Personen mit individuellen Gesichtern in einer raffiniert arrangierten Landschaft wird bei Unterberger eine die perspektivische Wirkung zerstörende, auseinander gezogene Ansammlung von Figuren. Kindlers Original fand nach einer Versteigerung in Christie’s New Yorker Dependance 1996 seinen vorläufig endgültigen Platz im Brooklyn Museum in New York.
1863 wohnte Kindler in Düsseldorf in der Kaiserstraße 51, ab 1865 hatte er seinen letzten Wohnsitz in der Goltsteinstraße 18. Dort verblieb seine Frau, eine geborene Weyhe, nach seinem Tode.
Auf der Berliner Kunstausstellung von 1868 erhielt Kindler die Kleine Goldmedaille.

## Werke (Auswahl)

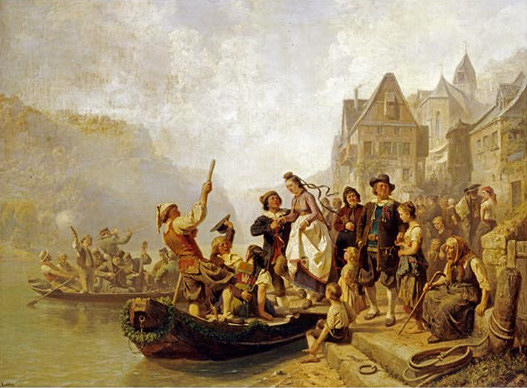
Nach der Trauung (Öl)
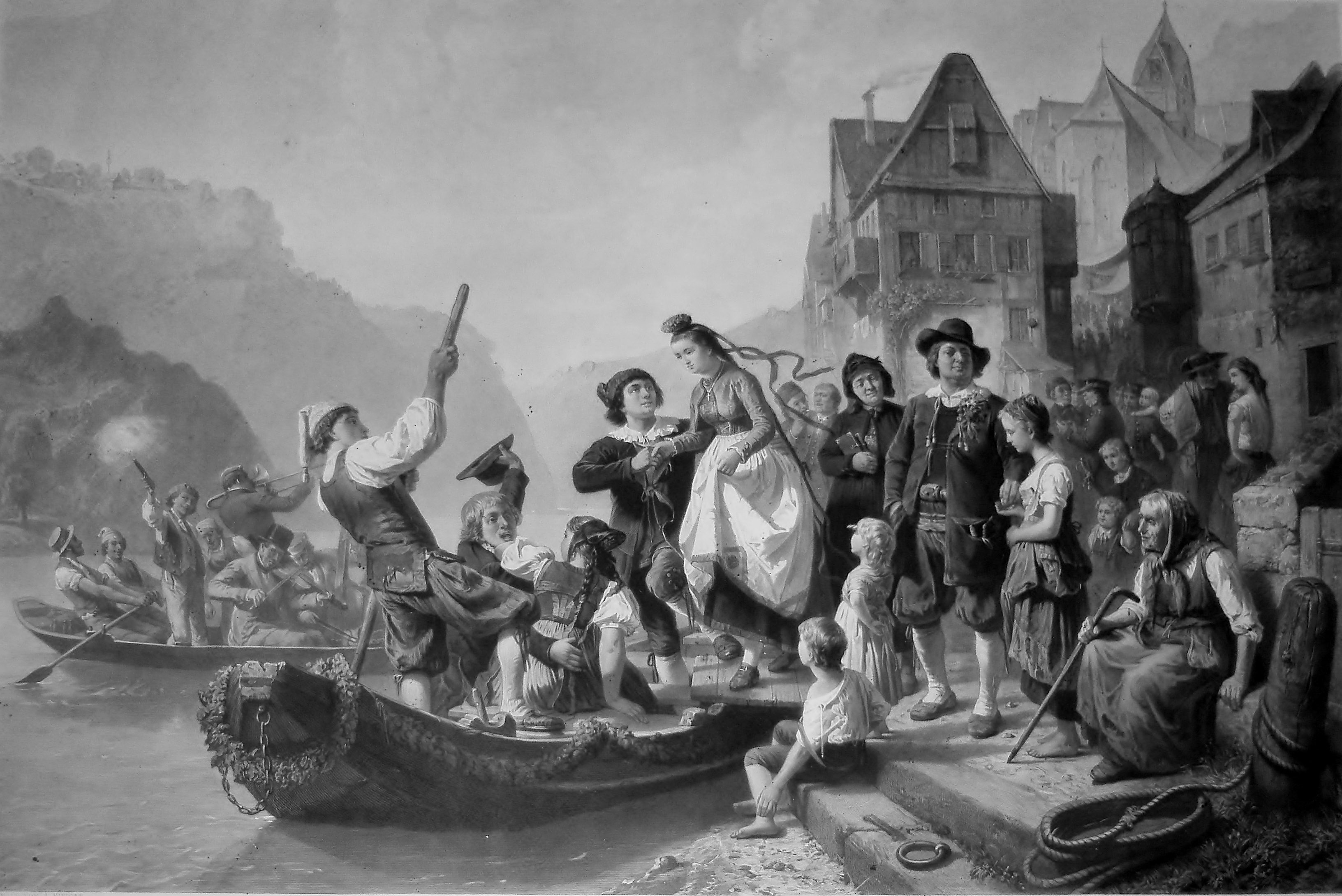
Nach der Trauung, Stahlstich von Friedrich Oldermann, gedruckt von L. Angerer
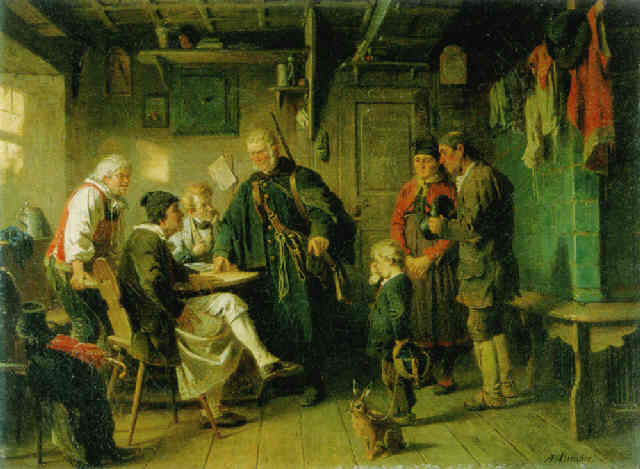
Der kleine Wilddieb
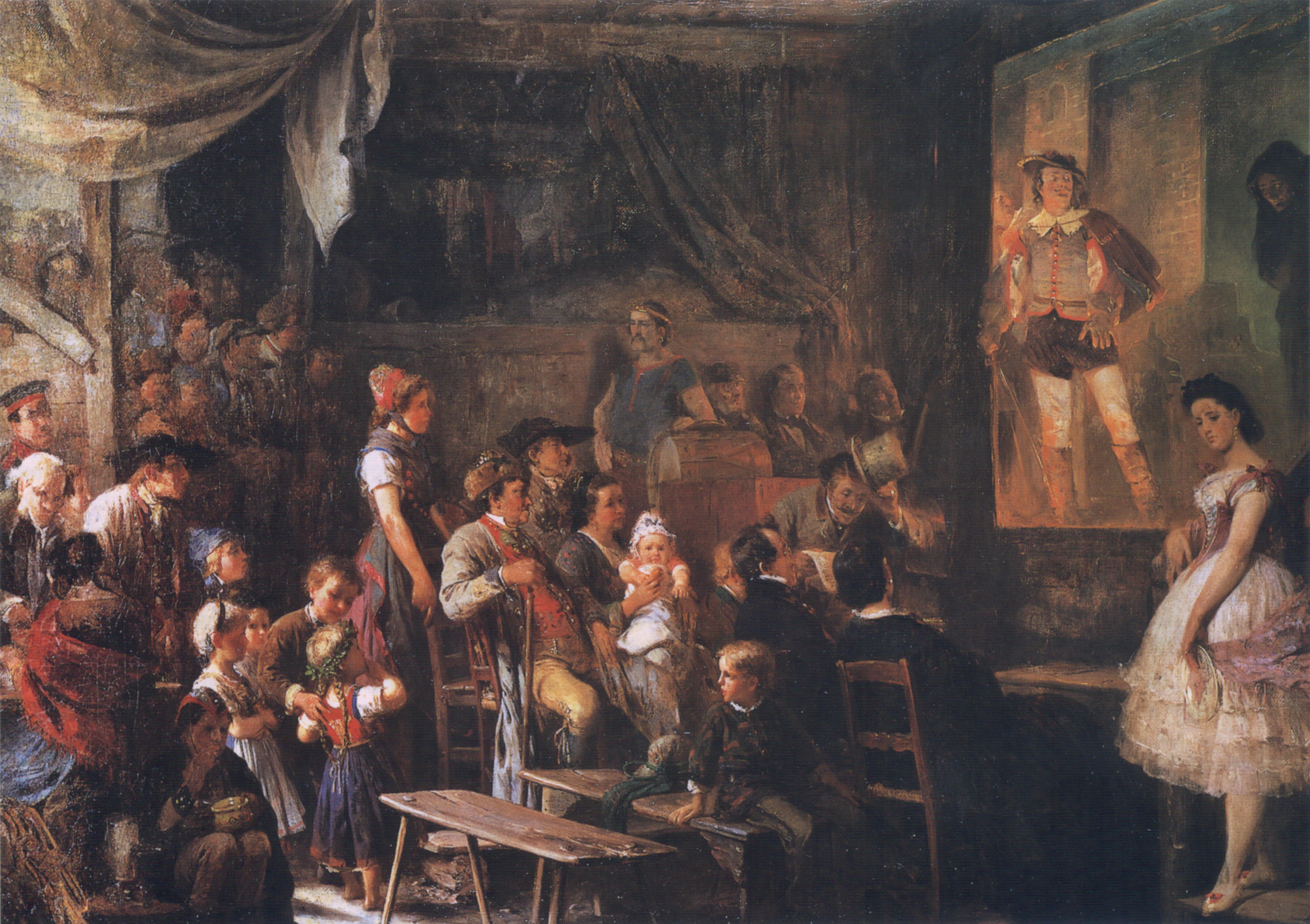
Vorstellung in einem Bauerntheater

- Nach der Trauung (1859) – Das ca. 106 × 145 cm große, mit Öl auf Leinwand gemalte Bild zeigt unter einem sommerlich bewölkten Himmel eine auf einen Fluchtpunkt unterhalb der Bildmitte ausgerichtete Sicht von Sankt Goar zum Loreleyfelsen. In diese ist mit großem Geschick eine, die Perspektive betonende Personengruppe integriert. Das Gemälde hält in warmen Farben den Moment fest, in dem ein junges, festlich gekleidetes und von Kindern bestauntes Paar mit einer Hochzeitsgesellschaft – von der im Berghang liegenden Kirche kommend – sich anschickt, den mit Girlanden umkränzten Kahn zur Überfahrt über den Rhein zu besteigen. Während der Bräutigam der mit einem von bunten Bändern umwehten Kopfputz geschmückten Braut in den Kahn hilft, gibt der Brautvater in Bürgermeisterpose Almosen an die Enkelin einer im Vordergrund sitzenden Alten. Den Weg von der Kirche herab stehen die Gäste in sich intensiv unterhaltenden Grüppchen. Für die Fröhlichkeit sorgen die Insassen eines im Schatten des Kahns des Brautpaares schon ablegenden Ruderbootes. Sie musizieren. Krachend löst sich ein Schuss aus einer in die Luft gestreckten Pistole. Dahinter verlieren sich Fluss und schroff ansteigender Loreleyfelsen im zarten Nebel.
- Der kleine Wilddieb (Jagdfrevel), 44 × 59 cm, Öl auf Leinwand – Ein eingeschüchterter Knabe mit einem Hasen an der Leine wird samt seinen betrübten Eltern vom Förster mit der preußischen Staatsmacht in Gestalt des Dorfrichters, dessen Schreibers und des Gerichtsdieners konfrontiert.
- Vorstellung in einem Bauerntheater, Düsseldorf um 1870, Öl auf Leinwand
- Besuch auf der Alm, 60,5 × 47,5 cm, Öl auf Leinwand
- Die Briefleserinnen, 51 × 63,5 cm, Öl auf Leinwand – Eine nachdenkliche Mutter und die mit ihr am Tisch sitzende Tochter werden in einem gemütlich möblierten und rustikal gedielten Zimmer abgebildet. Die Tochter liest der Mutter fröhlich einen Brief vor. Offenbar stammt er vom in den Krieg gezogenen Vater, der in Uniform in einem Bild neben Kruzifix und Pendeluhr an der Wand hängt.
- Die mutige Annäherung, 55 × 69 cm, Öl auf Leinwand – Die Innenansicht eines Bauernhauses zeigt einen lässig Zigarillo rauchenden, eleganten Reisenden im Mantel, der einer mit dem Butter machen beschäftigten Magd neckisch in die Wange kneift. Im Hintergrund sitzen der Bauer und ein mit Lupe etwas betrachtender Mann am Tisch. Hund und Katze und allerlei Werkzeug ringsherum. An der Decke hängen Lebensmittelvorräte.
- Ein Mädchen liest dem Großvater vor
- Das Brautexamen
- Junge Bäuerin mit Kind
- Die Erwartung
- Das Frühstück
- Der treue Wächter
- Die Spinnerin, 27,2 × 21 cm, Lithografie
- Gemeinderatssitzung
- Aufgang zum Tanz
- Die Verlassene auf dem Tanzboden, auch als Stahlstich von J. L. Raab (1825–1899)
- Der Fandango
- Orangenverkäufer in Granada
- Der Hinterhalt

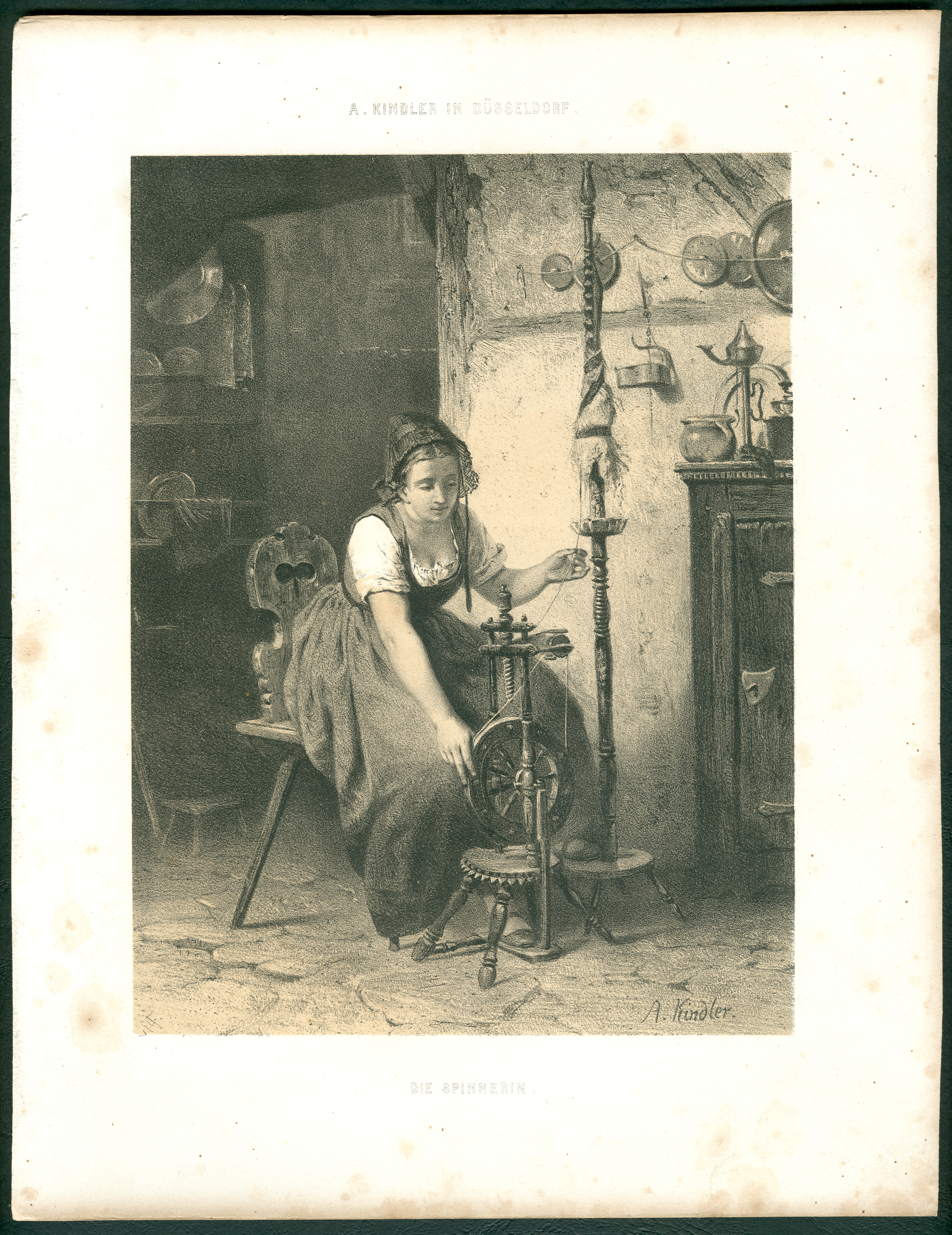
Die Spinnerin, Lithographie
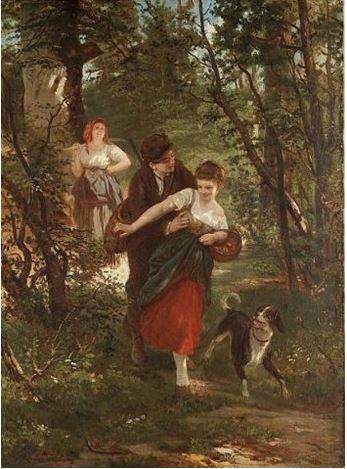
Unversehens erwischt
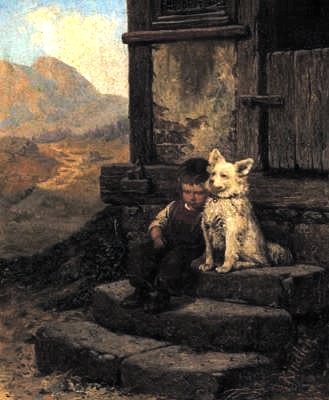
Spitz
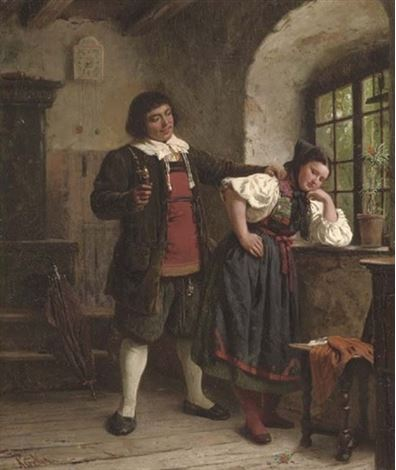
Das junge Paar
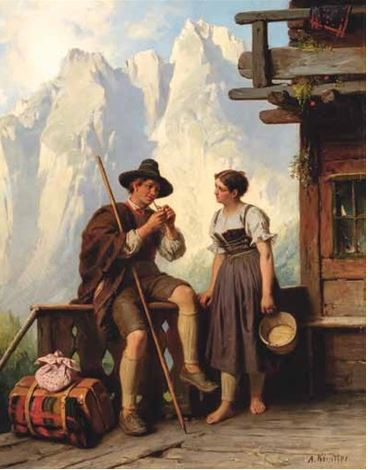
Besuch